# Georg Gottfried Kallenbach
Georg Gottfried Kallenbach (* 18. Mai 1805 in Graudenz; † 1. Februar 1865 in Bamberg) war ein deutscher  Architekturhistoriker. 

## Leben
Der Sohn des Graudenzer Lederfabrikanten Johann Georg Kallenbach studierte zunächst Rechtswissenschaften. Finanziell weitgehend unabhängig, widmete er sich ab 1833 ganz seinen Lieblingsfächern, insbesondere der mittelalterlichen Architekturgeschichte. Ab 1837 unternahm er ausgedehnte Reisen durch die deutschen Länder und sammelte Material für seine späteren Werke. Dabei nahm er Pläne von Bauwerken auf und fertigte zahlreiche Aufrisse, auf deren Grundlage Modelle im Maßstab 1 : 160 aus Holz und Papier hergestellt wurden. Diese nutzte er auf seinen Vortragsreisen, die er von 1840 bis 1846 unternahm, zur Veranschaulichung der Baukunst des Mittelalters. 1848 verkaufte er einen großen Teil seiner Modelle an das Berliner Neue Museum. Von 1853 bis an sein Lebensende wohnte er in Bamberg, wo er mit dem Architekten Jakob Schmitt-Friderich zusammenarbeitete. 
Kallenbach veröffentlichte verschiedene großformatige Tafelwerke zur mittelalterlichen Architektur Deutschlands, vor allem zur Gotik, für die er detaillierte Reinzeichnungen anfertigte. Dabei versuchte er zeichnerisch Bauzustände früherer Zeiträume zu erfassen. Er fertigte Umzeichnungen von erhaltenen mittelalterlichen Entwürfen großer Kirchen mit unvollendeten Turmbauten, wie des Kölner und des Frankfurter Doms sowie des Ulmer Münsters. Seine Zeichnungen dienten als Vorlagen bei verschiedenen Restaurierungen des 19. Jahrhunderts und bei den Vollendungen der Kirchtürme.

## Kallenbach-Sammlung
Die 1848 vom Neuen Museum in Berlin erworbenen 250 Modelle wurden 1885 in das neue Hauptgebäude der Technischen Hochschule Charlottenburg verlegt. Zum Verwalter wurde Carl Albert Grell ernannt. Dessen Nachfolger wurde 1891 Julius Carl Raschdorff, dem alle Architektursammlungen der Hochschule unterstanden. Schließlich übernahm 1912 Richard Borrmann die Kallenberg-Sammlung, die bis 1919/1920 dem Architekturmuseum eingegliedert wurde. Während des Zweiten Weltkriegs ging der größte Teil der Modelle verloren.

## Schriften (Auswahl)
- Atlas zur Geschichte der deutsch-mittelalterlichen Baukunst in 86 Tafeln. Zach, München 1847 (Digitalisat).
- Der Kölner Dom in seinen alten Theilen, nebst vollständigem mittelalterlichen Entwurf für den Thurmbau. Zach, München 1847.
- Deutsch-mittelalterliche Baukunst. München 1850.
- mit Jacob Schmitt: Die christliche Kirchen-Baukunst des Abendlandes von ihren Anfängen bis zur vollendeten Durchbildung des Spitzbogen-Styls. Dargestellt mit Rücksicht auf die gesammte diesem kunstwissenschaftlichen Zweige seither gewidmete Litteratur. Pfeffer, Halle 1850 (Digitalisat).
- Technische Bibliothek für Künstler und Handwerker. Eine geschmackvolle Auswahl von architektonischen und mobilen Gegenständen im reinen mittelalterlichen Style. München 1852.
- Chronologie der deutsch-mittelalterlichen Baukunst in 86 Tafeln. München 1855.
- Chronologische Formen-Folge der altdeutschen Baukunst bis zum Beginn des jetzigen Jahrtausend mit besonderer Rücksicht auf die Entwicklung des Spitzbogenstyls: nebst beigefügten Zeichnungen in 240 Figuren. Ein Lehrbuch für Schulen und zum Selbstunterricht. Zach, München 1855.